# Victor Schefé

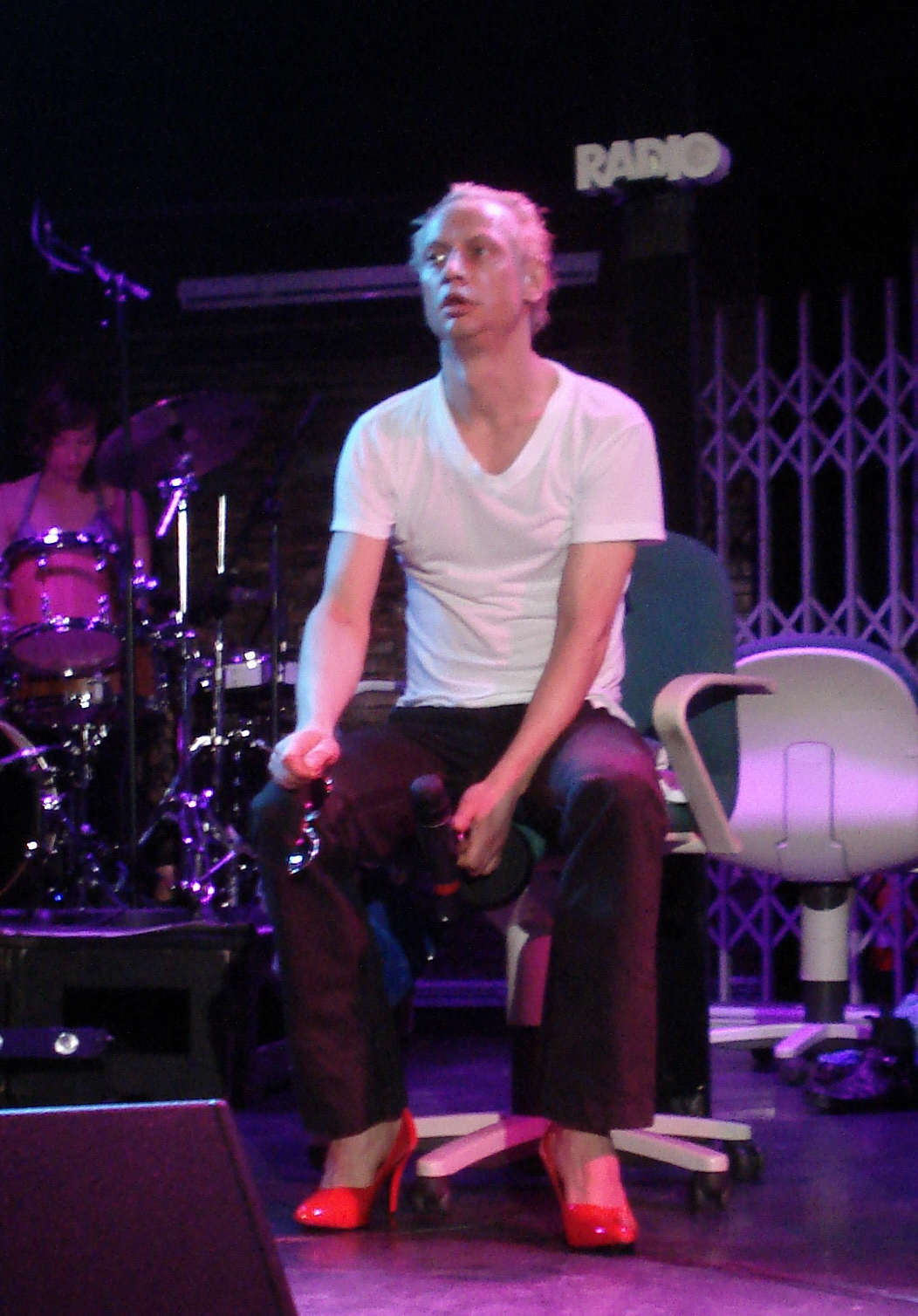
Victor Schefé bei seiner Show Radio Victor – Berlin April 2009

Victor Schefé (* 4. August 1968 in Rostock) ist ein deutscher Schauspieler, Sänger und Filmemacher. Er ist Mitglied der Deutschen Filmakademie.

## Leben
Nach Schauspielaufnahmeprüfungen an der Hochschule der Künste Berlin (heute UdK), nahm Schefé das Angebot eines Regisseurs an, in einer Off-Theater-Produktion mitzuspielen, deren Uraufführung beim Stückemarkt des Berliner Theatertreffens stattfand. Er spielte in diversen Off-Theaterproduktionen, vor allem als Mitglied des Walser-Ensembles, in Berlin, verdiente sein Geld nebenbei durch Jobs bei den Berliner Festspielen, als DJ und Barkeeper. Im Herbst 1990 eröffnete er gemeinsam mit zwei anderen Teilhabern die Bar „Hafen“ in der Berliner Motzstrasse und erkrankte kurz darauf schwer an Krebs.
Seinen ersten großen Theatererfolg feierte er 1991 als „The Elephant Man“ am Theater am Kurfürstendamm. Weitere Theaterarbeiten in Berlin und am Frankfurter Theater am Turm folgten. Gemeinsam mit Andreja Schneider produzierte er die Musikshow „Stars in Bars“, in der er zum ersten Mal als Sänger auftrat.
1993 drehte er seinen ersten Fernsehfilm, die Premiere der ZDF-Reihe Ein starkes Team unter der Regie von Konrad Sabrautzky. Im Herbst 1994 wurde Schefé von Hans Gratzer ans Schauspielhaus Wien engagiert. Dort spielte er unter anderem in der deutschsprachigen Erstaufführung von "Angels in America" von Tony Kushner. Von nun an pendelte er zwischen Theater in Wien und Fernseharbeit in Deutschland. 1996 spielte er die Rolle des Mörders Harald Landau im Tatort: Aida. Bei den Wiener Festwochen 1996 gab er den Walter Gropius in der Uraufführung von "Alma" unter Regie von Paulus Manker. 1998 spielte er die Hauptrolle in der Eröffnungspremiere „Sergej“ des Theaterfestivals „Steirischer Herbst“ in Graz unter der Regie von Christian Stückl.
Nina Hagen lud ihn Ende 2000 als musikalischen Gast in „Ninas Weltraum – Die Nina Hagen TV-Show“ ins BKA-Luftschloß. Im Rahmen der Eröffnungsfeier des Neuen Tempodrom Berlin gab er 2001 das Taufkonzert der Kleinen Arena. 2001 produzierte er als Sänger mit seiner Band die Soloshow „Ein Stück Mond“; 2009 seine zweite Soloshow mit Band „Radio Victor – Live“. Zum ersten Mal waren dort auch Songs aus der Feder von Schefé zu hören.
Von 2003 bis 2005 spielte er Walter (genannt "Waltraut") in der SAT.1-Sitcom Bewegte Männer. Für die Rolle wurde er 2003 für den Deutschen Fernsehpreis in der Kategorie "Bester Schauspieler Sitcom" nominiert.
2008 machte er seinen ersten „Ausflug“ in die Welt der Oper: Am National Theater Mannheim spielte er Porus in „Allesandro“ unter der Regie von Günter Krämer.
Sein Debüt als Regisseur, Autor und Produzent gab er 2009/10 mit dem Dokumentarfilm B.i.N. – Berlin im November – einer 90-minütigen Liebeserklärung an die Stadt und ihre Menschen. Die Premiere fand 2011 im Rahmen des offiziellen Wettbewerbprogramms des San Francisco Documentary Filmfestivals statt.
Von 2011 bis 2014 spielte er Johannes Burckardt in der internationalen Serie Borgia von Tom Fontana, unter der Regie von Oliver Hirschbiegel, Dearbhla Walsh, Athina Rachel Tsangari und Christoph Schrewe. Mit dem Hauptensemble war er 2012 für den Deutschen Fernsehpreis in der Kategorie "Beste Serie" nominiert. Zudem war er als Erzähler die internationale "Stimme von Borgia".
2015 spielte er in Bridge of Spies – Der Unterhändler unter der Regie von Steven Spielberg und an der Seite von Daniel Craig in James Bond 007: Spectre unter der Regie von Sam Mendes. Zudem stand er im 2020 veröffentlichten schwedischen Kinofilm Se upp för Jönssonligan unter der Regie von Tomas Alfredson vor der Kamera.
Im Februar 2021 outete er sich im Rahmen der Initiative #actout im SZ-Magazin mit 185 anderen lesbischen, schwulen, bisexuellen, queeren, nicht-binären und trans* Schauspielern. Neben Dirk Bach, Maren Kroymann, Gustav-Peter Wöhler, Georg Uecker und Ulrike Folkerts gehörte er bereits in den 1990er Jahren zu dem damals sehr kleinen Kreis deutscher TV-Schauspieler, die in der Öffentlichkeit kein Geheimnis aus ihrer Homosexualität machten. Unter anderem moderierte er diverse queere Veranstaltungen z. B. 2002 im Rahmen der Internationale Filmfestspiele Berlin die 16. Verleihung des Teddy Award – der weltweit erste offizielle LGBTIQ-Filmpreis auf einem A-Festival.
2025 gab der dtv-Verlag bekannt, dass das Romandebüt von Schefé, "Zwei, drei blaue Augen" als Spitzentitel im Herbstprogramm der dtv Verlagsgesellschaft erscheint.

## Filmografie (Auswahl)
- 1994: Ein starkes Team: Gemischtes Doppel (TV-Serie)
- 1995, 1998: Wolffs Revier (TV-Serie, zwei Folgen)
- 1995, 2001: Balko (TV-Serie, zwei Folgen)
- 1995: Feuerbach Erpressung
- 1995: Die Drei – Hoffmeyers Millionen (Regie: Heiner Carow)
- 1996: Tatort: Aida
- 1996: Boomtown Berlin
- 1997, 2000: Kommissar Rex (TV-Serie, zwei Folgen)
- 1997: Das Leben ist eine Baustelle (Kino, Regie: Wolfgang Becker)
- 1997: Polizeiruf 110: Der Fremde (Regie: Manfred Stelzer)
- 1997: Post Mortem – Beweise sind unsterblich: Der Nuttenmörder
- 1997: Lukas: Mein Freund ist Ausländer (TV-Serie)
- 1997: Stubbe – Von Fall zu Fall (TV-Serie, eine Folge)
- 1997, 2015: SOKO 5113 (zwei Folgen)
- 1998: Fandango (Kino, Regie: Matthias Glasner)
- 1998: Polizeiruf 110 – Live in den Tod
- 1998: Edgar Wallace – Whiteface (Regie: Wolfgang F. Henschel)
- 1998: Die Außenseiter
- 1998: Alarm für Cobra 11 – Die Autobahnpolizei: Im Nebel verschwunden (Serie, Regie: Diethard Küster)
- 1999: Racheengel – Stimme aus dem Dunkeln (Regie: Thorsten Näter)
- 1999: Stan Becker (TV-Serie)
- 2000: HeliCops (TV-Serie, eine Folge)
- 2000: Doppelter Einsatz (TV-Serie, eine Folge)
- 2000: Die Kommissarin (TV-Serie, eine Folge)
- 2001: Das Baby-Komplott
- 2001: Scheidung mit Hindernissen
- 2001: Medicopter 117 – Jedes Leben zählt (TV-Serie, eine Folge)
- 2002, 2007, 2016: In aller Freundschaft (TV-Serie, drei Folgen)
- 2002: Drei Stern Rot (Kinofilm)
- 2003: Polizeiruf 110: Kopf in der Schlinge
- 2003: Pura Vida Ibiza (Regie: Gernot Roll)
- 2003–2005: Bewegte Männer (TV-Serie, 36 Folgen)
- 2004: Bella Block: Hinter den Spiegeln
- 2004: Blond: Eva Blond! (TV-Serie, eine Folge)
- 2004: Das Zimmermädchen und der Millionär
- 2005: Pommery & Leichenschmaus
- 2006: Polizeiruf 110: Bis dass der Tod euch scheidet
- 2007: Mein Führer – Die wirklich wahrste Wahrheit über Adolf Hitler
- 2009: Hoffnung für Kummerow
- 2009: Männersache (Kino)
- 2009, 2021: Tierärztin Dr. Mertens (TV-Serie, 2 Folgen)
- 2010: Wolfsfährte (Regie: Urs Egger)
- 2010: Ein starkes Team: Im Zwielicht
- 2010: Pastewka: Die Entschuldigung (TV-Serie)
- 2011: B.i.N. – Berlin im November (Regie: Victor Schefé)
- 2011–2014: Borgia (Fernsehserie, Staffel 1–3)
- 2012: Danni Lowinski: Stars der Manege
- 2012: Akte Ex (Fernsehserie, eine Folge)
- 2013: SOKO Stuttgart: Höllenhund
- 2014: SOKO 5113: 30 Stimmen und ein Todesfall (Serie, Regie: Heidi Kranz)
- 2014: Das goldene Ufer (TV, Regie: Christoph Schrewe)
- 2015: Bridge of Spies – Der Unterhändler (Bridge of Spies) (Kino, Regie: Steven Spielberg)
- 2015: Der Liebling des Himmels (TV, Regie: Dani Levy)
- 2015: James Bond 007: Spectre (Kino, Regie: Sam Mendes)
- 2017: Alarm für Cobra 11 – Die Autobahnpolizei: Unter Brüdern (Serie, Regie: Ralph Polinski)
- 2018: Sechs auf einen Streich: Die Galoschen des Glücks (TV-Film, Regie: Friederike Jehn)
- 2019: 23 Morde – Bereit für die Wahrheit? (Fernsehserie, zwei Folgen)
- 2019: Schneewittchen und der Zauber der Zwerge (Fernsehfilm)
- 2020: Se upp för Jönssonligan (Kinofilm, Regie: Tomas Alfredson)
- 2021: Kroymann (Satiresendung, 1 Folge)
- 2023: Mord oder Watt? – Ebbe im Herzen (Fernsehreihe)
- 2024: Mord oder Watt? – Für Immer Matjes (Fernsehreihe)

## Theater (Auswahl)
- 1989: Dr. Faustus lights – Theatre Trompe l'oeuil – Rolle: Mephisto
- 1990: Der Wundertäter – Krolltheater Berlin
- 1991: Der Elefantenmensch – Theater am Kurfürstendamm Berlin – Titelrolle
- 1992: Clowns in the Kitchen – Ensemble Theater Berlin – Rolle: Ken
- 1992: Büchner-Adaption – Theater am Turm Frankfurt (Main) – Titelrolle
- 1994: In den Augen eines Fremden – Schauspielhaus Wien – Rolle: Sebastian
- 1994: Engel in America I & II: Perestroika – Schauspielhaus Wien – Rolle: Louis
- 1995: Hysteria – Schauspielhaus Wien – Rolle: Salvatore Dali
- 1996: Alma – Wiener Festwochen – Rolle: Walter Gropius
- 1998: Sergej – Schauspielhaus Graz / Steirischer Herbst – Rolle: Sergej (Titelrolle)
- 2005: Bumps and Grinds – Bar jeder Vernunft – Rolle: Mr. Richard Smoker
- 2006: Verdammt lange her (Donkey´s Years) – Renaissance-Theater Berlin – Rolle: Alan Quine
- 2008: Alessandro – Nationaltheater Mannheim – Rolle: Porus
- 2012: Geister in Princeton – Renaissance-Theater Berlin – Rolle: Hans Nelböck

## Musikalische Eigenproduktionen
- 1993: Stars in Bars – mit Andreja Schneider
- 2001: Ein Stück Mond – mit Victor Schefé und Band
- 2009: Radio Victor – Live (Bar jeder Vernunft Berlin)